# زولتان ملیش
زولتان ملیش (مجاری: Melis Zoltán; ۱۱ سپتامبر ۱۹۴۷ – ) قایقران روئینگ اهل مجارستان بود.
وی در مسابقات کشوری و بین‌المللی در مجموع برندهٔ ۲ مدال نقره شده‌است.